# بيتر شمايكل
بيتر بوليسلاو شمايكل (بالدنماركية: Peter Schmeichel)‏ (بالدنماركية: Peter Bolesław Schmeichel)، من مواليد 18 نوفمبر 1963، وهو لاعب كرة قدم دنماركي سابق، ويشغل مركز حارس المرمى، وهو من أنجح الحراس في تاريخ نادي مانشستر يونايتد، وقد أختير أفضل حارس في العالم في عامي 1992 و1993، وقد كان عضوا أساسيا مع منتخب الدنمارك لكرة القدم عندما فازوا في كأس الأمم الأوروبية لكرة القدم 1992. وقد اختاره بيليه ضمن قائمة أفضل 125 لاعب حي في مارس 2004.
وهو أكثر اللاعبين الدنماركيين مشاركة مع منتخب الدنمارك لكرة القدم، حيث لعب 329 مباراة دولية وسجل هدف بالرغم من كونه حارس مرمى. لعب شمايكل مع منتخب الدنمارك لكرة القدم في كأس الأمم الأوروبية 1988 وكأس الأمم الأوروبية لكرة القدم 1992 وكأس الأمم الأوروبية لكرة القدم 1996 وكأس العالم لكرة القدم 1998 وكأس الأمم الأوروبية لكرة القدم 2000، واعتزل اللعب دوليا في أبريل 2001، وقد اختير من قبل رويترز كأفضل حارس مرمى في القرن متفوقا على ليف ياشين وغوردون بانكس.
بدأ شمايكل لعب كرة القدم في عام 1981 مع نادي غلادساك وشارك معهم في 46 مباراة، وفي عام 1984 انتقل إلى نادي هفيدوفري، ولعب معهم حتى عام 1986، وشارك خلال هذه الفترة في 88 مباراة وسجل 6 أهداف، وفي عام 1986 انتقل إلى نادي بروندبي الدنماركي، وشارك معهم في 119 مباراة وسجل فيها هدفين، وانتقل بعدها إلى نادي مانشستر يونايتد في 1991، وبدأ معهم حقبة مميزة مليئة بالألقاب، حيث فاز بلقب الدوري الإنجليزي خمس مرات (1992/1993 و 1993/1994 و 1995/1996 و 1996/1997 و 1998/1999) وفاز بلقب كأس إنجلترا ثلاثة مرات (1994 و 1996 و 1999) وفاز بلقب دوري أبطال أوروبا مرة واحدة في عام 1999، وفاز بلقب كأس السوبر الأوروبي في عام 1991.
وفي عام 1999 انتقل شمايكل إلى نادي سبورتنغ لشبونة، ولعب معهم 50 مباراة، وفي عام 2001 عاد إلى إنجلترا ولعب هذه المرة مع نادي إستون فيلا، وشارك معهم في 29 مباراة وسجل هدف واحد، وفي موسم 2002/2003 انتقل إلى نادي مانشستر سيتي ولعب معهم 29 مباراة، واعتزل كرة القدم بعد هذا الموسم.

## سيرة اللاعب

### بروندبي
فاز شمايكل وبروندبي بأربع بطولات في خمسة مواسم.
ان ذروة مسيرته مع بروندبي كانت في كأس الاتحاد الأوروبي عام 1991، حيث كان شمايكل جزءا هاما من الفريق الذي وصل إلى الدور نصف النهائي.
تم إقصاء على النادي من قبل روما بهدف في الدقيقة الأخيرة بواسطة رودي فولر.
بعد البطولة، كان شمايكل في المركز العاشر «كأفضل حارس مرمى في العالم 1991» في استفتاء بواسطة IFFHS.

### مانشستر يونايتد

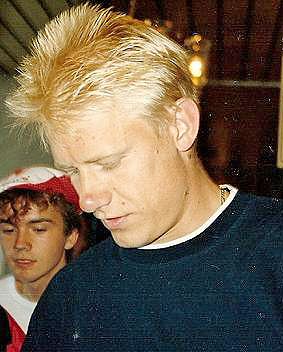
بيتر شمايكل بعد التوقيع مع مانشستر يونايتد

بعد العروض القوية له على الساحة الدولية، اشترى مانشستر يونايتد شمايكل في عام 1991 مقابل 505,000 £، وهو السعر الذي تم وصفه في عام 2000 من قبل مدرب مانشستر يونايتد اليكس فيرغسون بأنها «صفقة القرن».
في ذلك الوقت، كان شمايكل شخص غير معروف نسبيا خارج الدنمارك، وخاصة داخل أعضاء الفريق مانشستر يونايتد.
شمايكل لعب الجزء الأكبر من حياته المهنية لمانشستر يونايتد، ثماني سنوات في المجموع.
مع مانشستر يونايتد، فاز بخمسة القاب من الدوري الممتاز، وثلاث كؤوس، وكأس الدوري، ودوري أبطال أوروبا.
في موسم 1992-1993، حافظ على شباكه نظيفة في 22 مباراة وساعد شمايكل مانشستر يونايتد في الفوز ببطولة الدوري الممتاز للمرة الأولى منذ 26 عاما. وتم اختيار شمايكل مرة أخرى «كأفضل حارس مرمى في العالم» في عام 1993.
على الرغم من كونه حارس مرمى، كان يذهب للهجوم في الركلات الركنية إذا كان فريقه متأخرا.
و سجل هدفا بهذا الشكل، لمانشستر يونايتد في مباراة كأس الاتحاد الأوروبي 1995 ضد فولغوغراد. سجل في الدقائق الأخيرة من المباراة، على الرغم من مانشستر يونايتد خرج من البطولة بقاعدة الأهداف خارج أرضه.
انهى شمايكل مسيرته مع مانشستر يونايتد على أعلى مستوى، عندما فاز شمايكل ومانشستر يونايتد بالثلاثية لقب الدوري الممتاز وكأس الاتحاد الإنجليزي ودوري أبطال أوروبا، في نفس الموسم.
في كأس الاتحاد الإنجليزي في الدور قبل النهائي في ذلك العام ضد ارسنال، أنقذ شمايكل ركلة الجزاء من قبل دينيس بيركامب في الدقائق الأخيرة من المباراة.

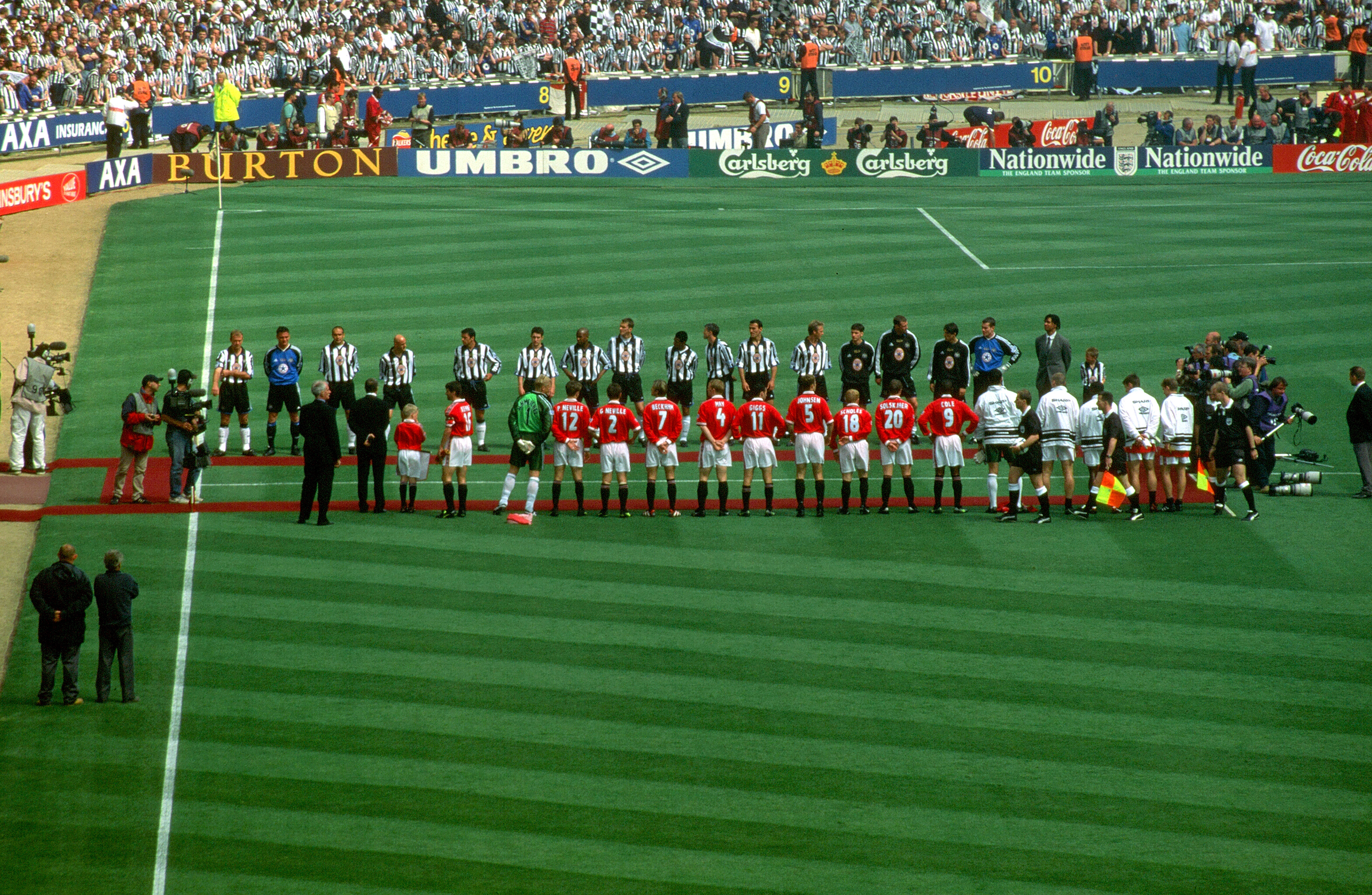
بيتر شمايكل مع الفريق في نهائي كأس الاتحاد الإنجليزي

في غياب روي كين، كان قائدا لمانشستر يونايتد في نهائي دوري أبطال أوروبا مايو 1999، وكان الخصم بايرن ميونيخ الألماني متقدما 1-0 حتى الدقائق الأخيرة من المباراة، عندما تلقى مانشستر يونايتد ضربة ركنية. ركض شمايكل في الهجوم محاولة للتسبب في الارتباك، وسجل تيدي شيرينغهام هدف التعادل.
بعد ثوان قليلة، سجل اولي جونار سولسكاير هدف الفوز 2-1 لمانشستر يونايتد. في لحظة احتفالية لا تنسى، ركض شمايكل بابتهاج في منطقته بعد هدف سولسكاير للاحتفال بالفوز.
مع رحيله، وجد مانشستر يونايتد صعوبة في العثور على بديل له، وذهب النادي للتعاقد مع العديد من حراس المرمى رفيعة المستوى بما في ذلك بوسنيتش، ماسيمو التيبي، فابيان بارتيز، تيم هوارد وروي كارول قبل شراء ادوين فان در سار، الذي اعتبره السير اليكس فيرغسون أفضل حارس مرمى لعب للنادي منذ شمايكل.

### سبورتنغ لشبونة
قرر شمايكل مغادرة الدوري الإنكليزي لكرة القدم في نهاية موسم 1998-99، حيث أن قسوة الموسم ب 60 مباراة، يهدد بتقويض معاييره العالية وهو في سن 36.
سعيا للحصول على وتيرة أبطأ لكرة القدم، انتقل إلى سبورتنج لشبونة، حيث فاز بلقب الدوري البرتغالي 1999-2000 في أول موسم له مع النادي، ووضع حد لفريق 18 سنة بدون بطولة.

### أستون فيلا
عاد شمايكل إلى انكلترا مع استون فيلا في يوليو 2001، ووقع عقدا لمدة عام واحد مع خيار لتمديده لمدة عام آخر.
يوم 20 أكتوبر عام 2001، أصبح شمايكل الحارس الأول الذي يسجل هدفا في الدوري الممتاز، في الهزيمة أمام مضيفه ايفرتون 3-2.

### مانشستر سيتي
شمايكل لعب لمانشستر سيتي خلال موسم 2002-03.
سجل شمايكل في ديربي مانشستر هو استثنائي، حيث أنه لم يكن في الجانب الخاسر. خلال تسع سنوات له مع مانشستر يونايتد، كانوا دون هزيمة ضد مانشستر سيتي، بينما في موسم واحد له مع سيتي، فاز في ماين رود، وتعادل على ملعب اولد ترافورد.

### المسيرة الدولية
لعب لأول مرة مع المنتخب الوطني الدنماركي في مايو 1987، تحت قيادة المدرب الوطني سيب بايونتيك، واختير للمشاركة في البطولة الأوروبية عام 88، حيث أصبح في نهاية المطاف حارس مرمى الأول لمنتخب الدنمارك.
كان شمايكل حارس مرمى الأساسي لمنتخب الدنمارك في بطولة يورو 92 التي فازت بها.
أنقذ ركلة جزاء من ماركو فان باستن في الدور نصف النهائي، وتصدى لكرات عرضية بيد واحدة في المباراة النهائية.
وقدم سلسلة من التصديات المهمة خلال البطولة، وانتخب «أفضل حارس مرمى في العالم، 1992»
تحت قيادة المدرب الوطني بو يوهانسون، كان شمايكل جزء من لاعبي الفريق الدنماركي في نهائيات كأس العالم لكرة القدم عام 1998. كان واحدا من الأعضاء البارزين في المنتخب، وانتهت مسيرتهم في البطولة با الهزيمة 3-2 في ربع النهائي أمام البرازيل.

## روابط خارجية
- بيتر شمايكل على موقع IMDb (الإنجليزية)
- بيتر شمايكل على موقع ميوزك برينز (الإنجليزية)
- بيتر شمايكل على موقع قاعدة بيانات الفيلم (الإنجليزية)

- بيتر شمايكل على موقع الاتحاد الدولي (مؤرشف)  (الإنجليزية)
- بيتر شمايكل على موقع الاتحاد الأوربي (الإنجليزية)
- بيتر شمايكل على موقع إي إس بي إن إف سي (الإنجليزية)
- بيتر شمايكل على موقع قاعدة بيانات كرة القدم.إي يو (الإنجليزية)
- بيتر شمايكل على موقع ناشيونال فوتبول تيمز (الإنجليزية)
- بيتر شمايكل على موقع Soccerbase.com (لاعب) (الإنجليزية)
- بيتر شمايكل على موقع Soccerway.com (الإنجليزية)
- بيتر شمايكل على موقع عالم كرة القدم.نت (الإنجليزية)